# Erzincan (prowincja)
Prowincja Erzincan (tur. Erzincan ili) – jednostka administracyjna w Turcji, położona we wschodniej Anatolii.

## Dystrykty

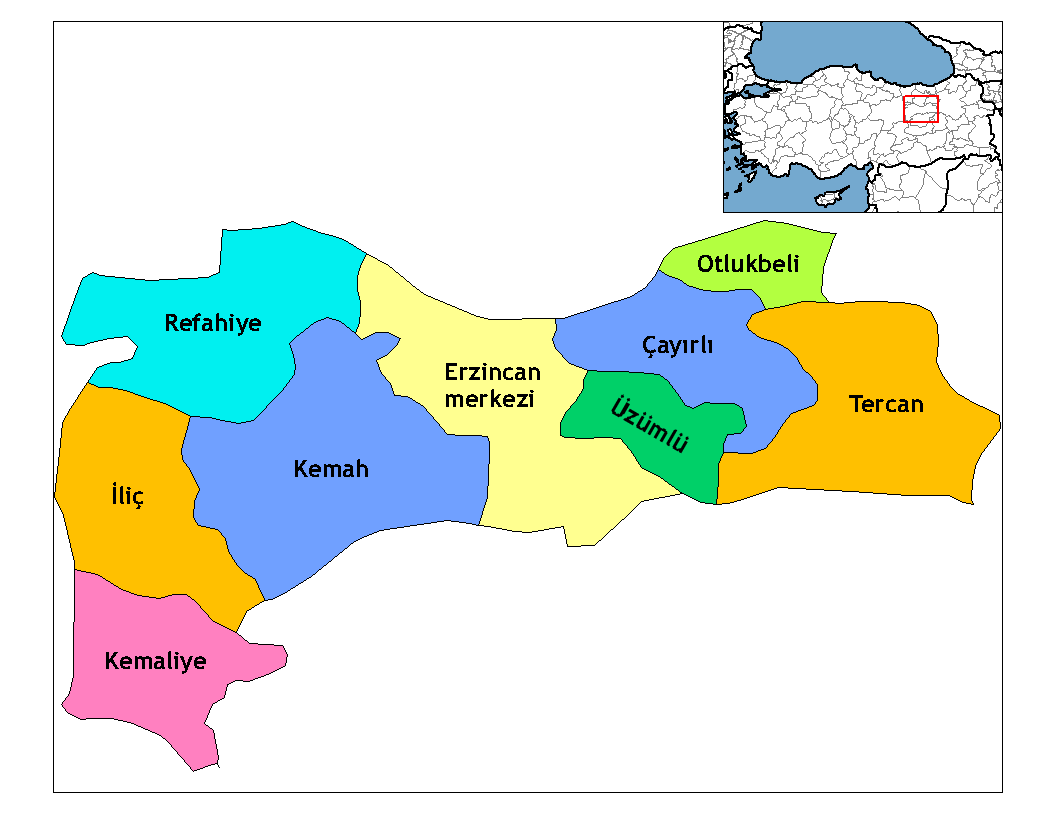
Dystrykty w prowincji Erzincan

Prowincja Erzincan dzieli się na  dziewięć dystryktów:
- Çayırlı
- Erzincan
- İliç
- Kemah
- Kemaliye
- Otlukbeli
- Refahiye
- Tercan
- Üzümlü